# ATRAID
ATRAID‏ (All-trans retinoic acid induced differentiation factor) هوَ بروتين يُشَفر بواسطة جين ATRAID في الإنسان.
عامل التمايز المستحث بحمض الريتينويك الشامل (ATRAID) هو بروتين تم تحديده لأول مرة في خلايا HL60، وهي خلايا بشرية مصابة بسرطان الدم النخاعي الحاد. يُعتقد أن ATRAID يلعب دورًا في عمليات التمايز الخلوي استجابةً لحمض الريتينويك الشامل (All-trans retinoic acid - ATRA)، وهو شكل نشط من فيتامين A يُستخدم في علاج بعض أنواع السرطان، مثل ابيضاض الدم الحاد البروميلوسيتي (APL).
أظهرت الدراسات وجود عدة أشكال من mRNA لـ ATRAID، ولكن لم يتم توصيف البروتينات الناتجة بشكل كامل. في الخلايا المعدلة وراثيًا للتعبير عن ATRAID مع علامة Myc-Flag، تم العثور على أن الشكل C يُعبَّر عنه بمستويات عالية، بينما الشكل A يُعبَّر عنه بمستويات منخفضة بسبب تحلله السريع، ولم يتم الكشف عن البروتين المتوقع من الشكل B. بالإضافة إلى ذلك، كان الشكل C موجودًا بشكل رئيسي في صورة N-غليكوزيلated.
على الرغم من أن الدور الدقيق لـ ATRAID في التمايز الخلوي لا يزال قيد البحث، إلا أن فهم آليته قد يُسهم في تطوير استراتيجيات علاجية جديدة للأمراض المرتبطة بخلل في التمايز الخلوي، مثل بعض أنواع السرطان.